# Морумби (округ Сан-Паулу)

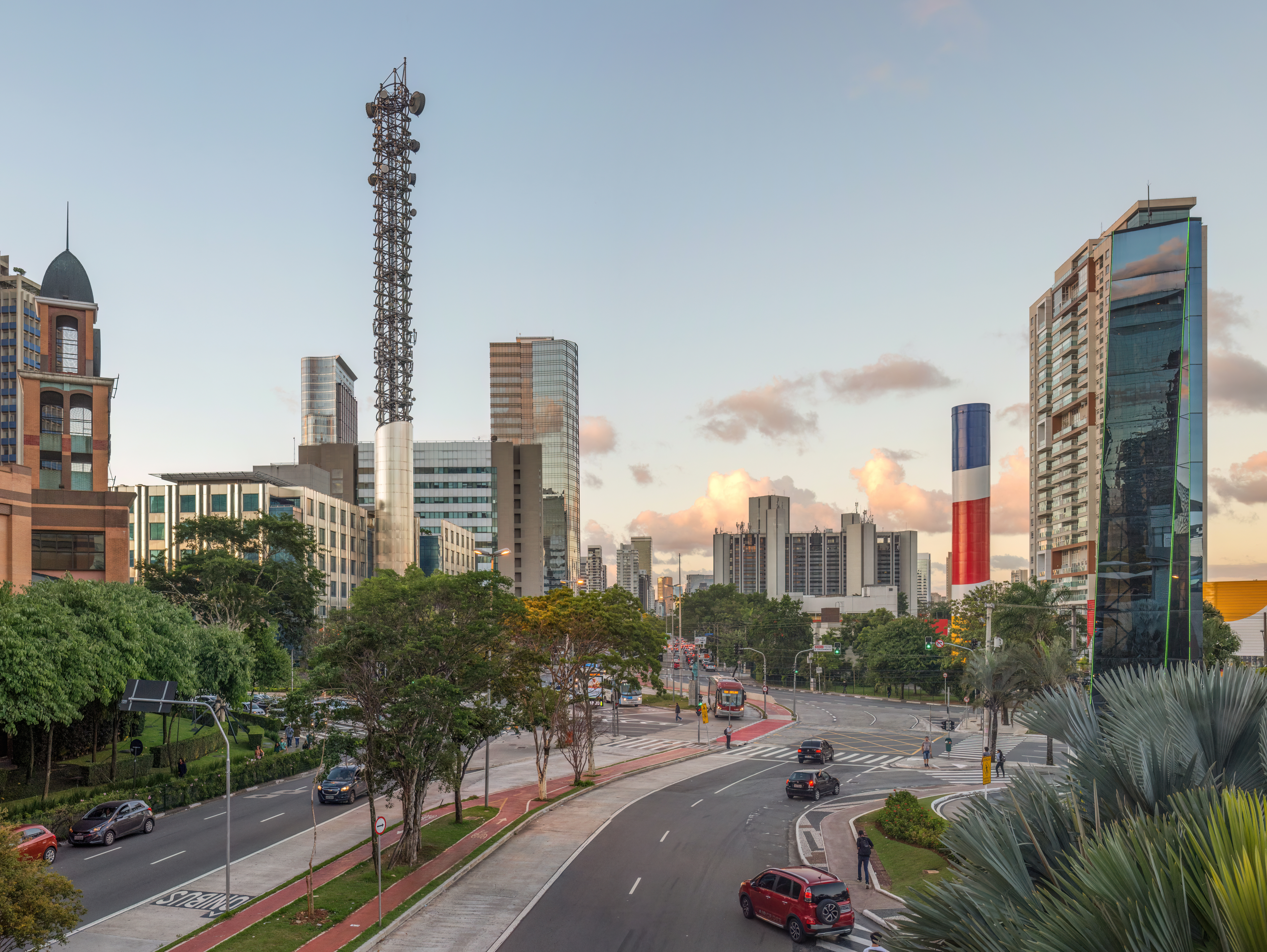
Панорама района Морумби. Сан-Паулу, Бразилия

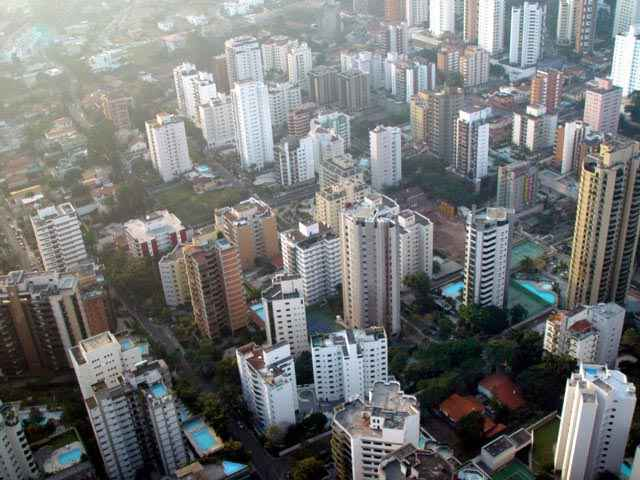
Вид района Морумби. Сан-Паулу, Бразилия

Морумби (порт. Morumbi) — округ субпрефектуры Бутантан в юго-западной части города Сан-Паулу, Бразилия.
Находится в 9-15 км от центра Сан-Паулу. По состоянию на 2010 года здесь на площади 11,4 км² проживало 32 281 человек.
Согласно популярной версии народной этимологии, его название происходит от смеси португальских слов и слов языков тупи morro obi, что означает «голубой холм», однако достоверность этого неизвестна.
В течение многих лет округ считается лучшим для жизни, богатым и наиболее развитым, не принимая во внимание даже существование рядом трущоб (фавелы).
В пределах округа расположена Больница Альберта Эйнштейна, одна из самых престижных частных лечебниц города, Дворец Бандейрантес, резиденция правительства штата Сан-Паулу, американская школа Эскола-Градуада, колледж Мигеля де Сервантеса, часть колледжа виконта ди Порту-Сегуру и стадион Морумби, крупнейший частный футбольный стадион в мире, где выступает футбольный клуб Сан-Паулу. Здесь также находится кладбище, на котором похоронены всемирно известный автогонщик Айртон Сенна и Жилмар, лучший вратарь Бразилии в XX веке, один из лучших вратарей в истории мирового футбола по версии IFFHS.
На юге округа, но уже за его пределами, находится большой торговый центр Shopping Jardim Sul.

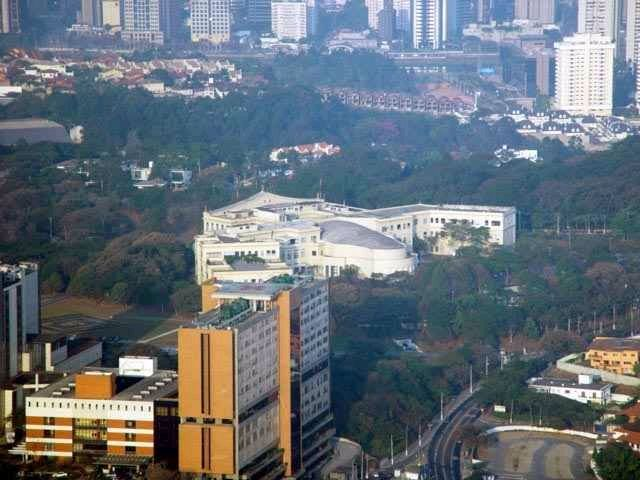
Больница Альберта Эйнштейна
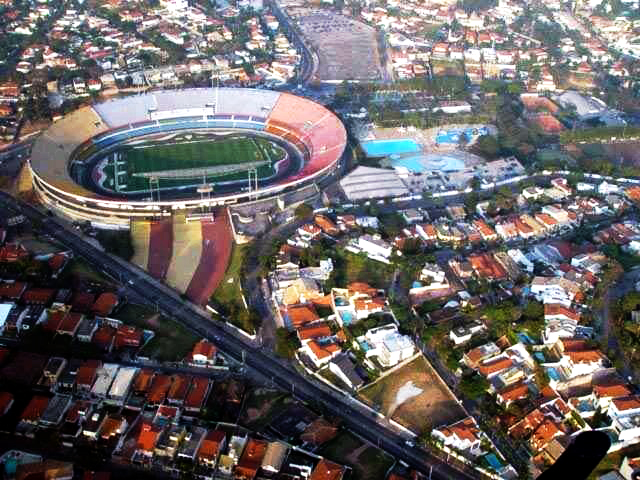
Стадион Морумби
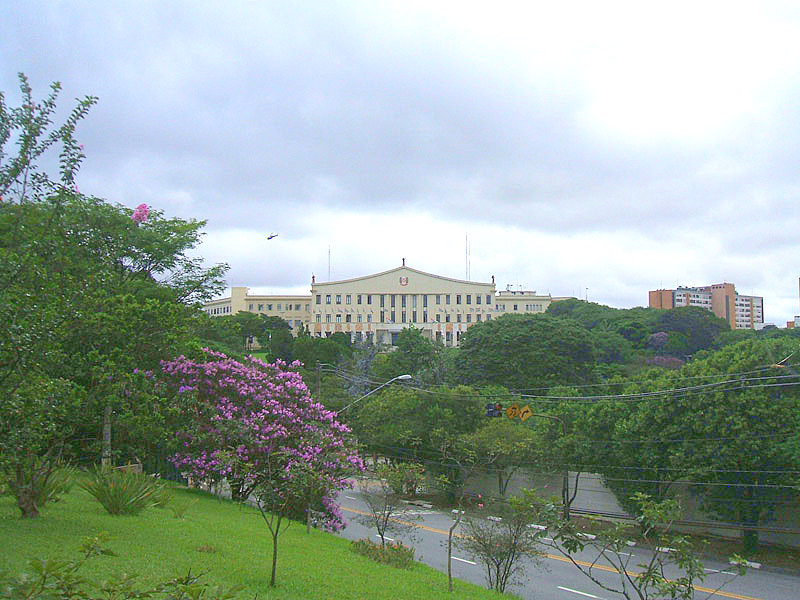
Дворец Бандейрантес
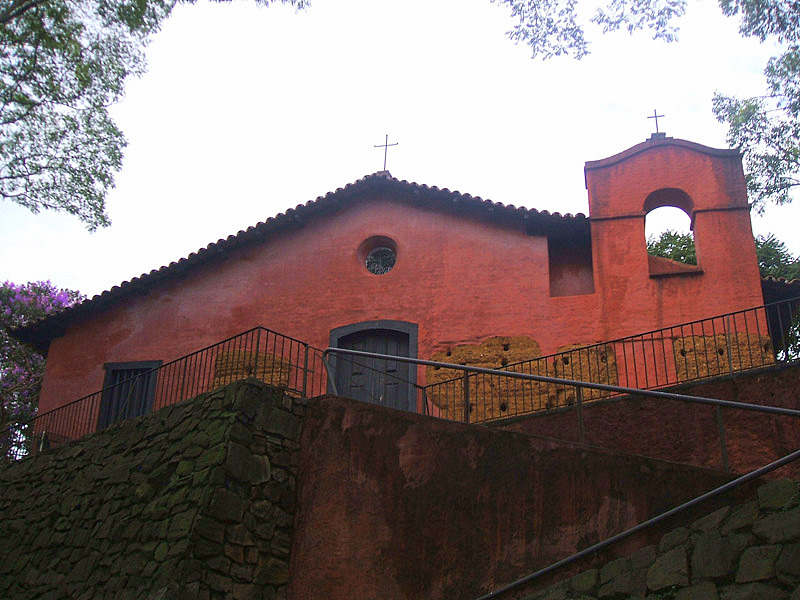
Часовня Морумби